# Ovomucine
L’ovomucine est une enzyme inhibitrice de protéases qui est présente dans le blanc d'œuf. Cette glycoprotéine sulfatée (présence de neuf ponts disulfures) est responsable des propriétés gélifiantes du blanc d'œuf frais. Elle est composée de deux sous-unités :
- α-ovomucine : fraction pauvre en glucides avec une masse moléculaire de 254 kDa
- β-ovomucine : fraction riche en glucides avec masse moléculaire de 400-610 kDa